# Stadscentrum (Nijmegen)
Het Stadscentrum vormt samen met de Benedenstad de binnenstad van Nijmegen. De buurt wordt ook wel Bovenstad genoemd. Het Stadscentrum herbergt het winkelhart, het uitgaansgebied en een groot deel van de culturele voorzieningen van Nijmegen. Op 1 januari 2023 telde de buurt 9.475 inwoners, verdeeld over 4.193 woningen, met een gemiddelde WOZ-waarde van € 350.000, op een oppervlakte van 0,98 km².
Dit deel van de stad wordt in het noorden begrensd door de Hezelstraat, de Burchtstraat en het Kelfkensbos, die de grens vormen met de lager gelegen benedenstad. Ten westen liggen de spoorlijn Nijmegen - Arnhem en het centraal station. Aan de zuidkant van het centrum liggen de Canisius-, Oranje- en Van Schaeck Mathonsingel. Het Keizer Traianusplein en het Keizer Karelplein vormen samen met de singels en het spoor bovendien de grote verkeersaders van Nijmegen.

## Geschiedenis
Tot ver in de 19e eeuw heerste er in de Nijmeegse Bovenstad nog veel armoede. Een belangrijke factor die hieraan bijdroeg was dat de stad lange tijd deels geïsoleerd bleef door de nog altijd aanwezige stadspoorten en -muren, die in de periode 1876-1882 uiteindelijk grotendeels werden afgebroken.  Met het opengaan van de Waalbrug in 1936 werd het stadscentrum uiteindelijk economisch pas echt belangrijk, ten koste van de Benedenstad die hierdoor juist verpauperde.
Het oude, deels nog middeleeuwse centrum van Nijmegen is sinds de Tweede Wereldoorlog grotendeels verdwenen. Dit gebeurde voor wat betreft de Bovenstad in eerste instantie en met name door de verwoesting bij het bombardement van 22 februari 1944, waardoor hoofdzakelijk dit deel van de stad zwaar werd getroffen. Later dat jaar kwam hier nog alle schade bij door de Slag om Nijmegen (als onderdeel van Operation Market Garden, waarbij Nijmegen maandenlang een frontstad was; zie ook de Duitse aanvallen op de Nijmeegse Waalbruggen). 
Na de oorlog is lang niet alles in de oude binnenstad van Nijmegen meer in de oorspronkelijke staat herbouwd. Veel is gesloopt, zowel de door de oorlog beschadigde als veel nog onbeschadigde bouwwerken, en vervangen door nieuwbouw. Zodoende dateren de meeste huidige gebouwen uit de tijd van de Wederopbouw, de late jaren 40 en de jaren 50. Het stadscentrum had voorheen meerdere markante kerkgebouwen, waarvan tegenwoordig alleen nog de Sint-Stevenskerk over is. Ook veel vooroorlogse straten en de meeste smalle steegjes ("gassen") zijn na de oorlog verdwenen, omdat men het centrum toegankelijker wilde maken voor het autoverkeer.

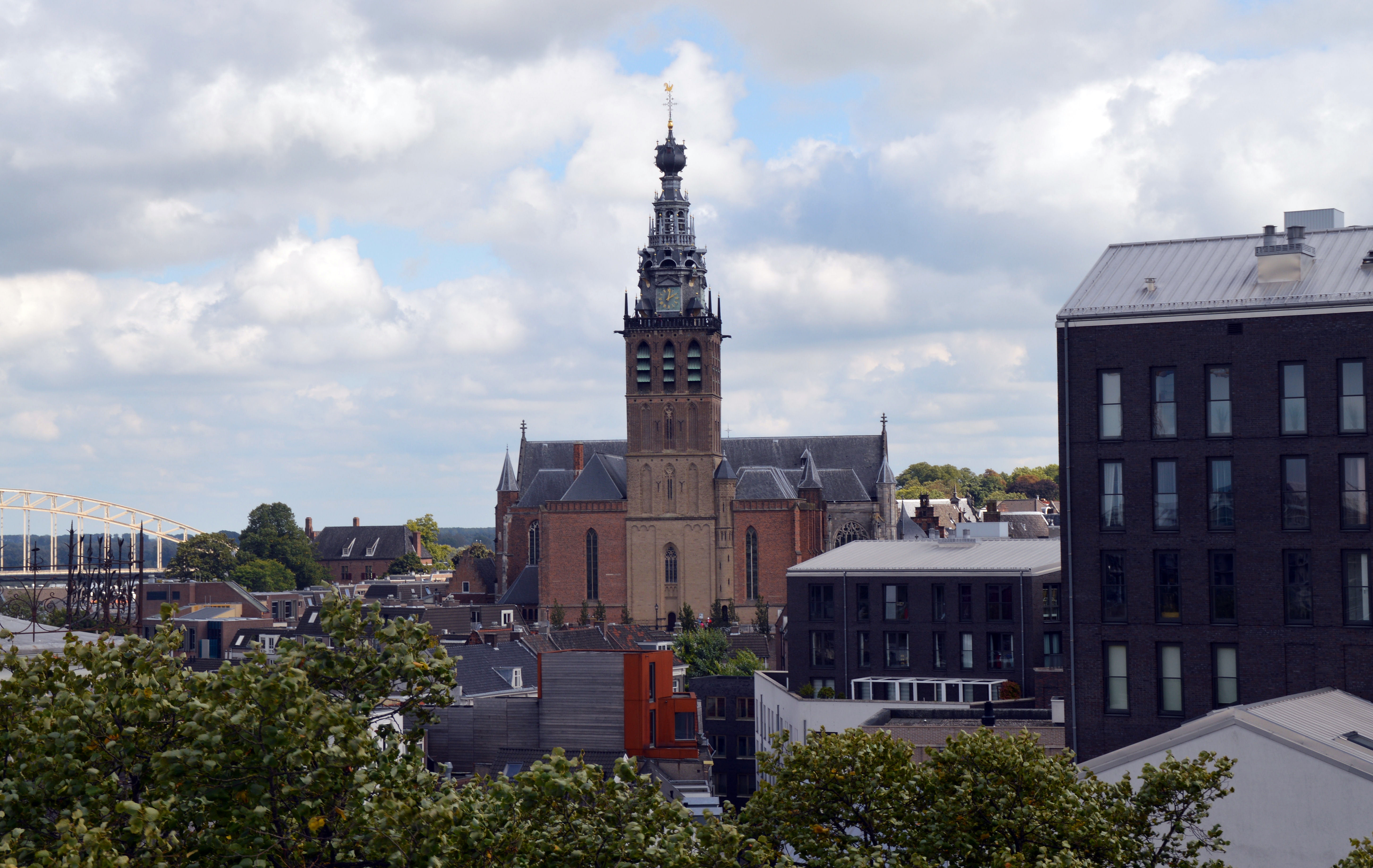
Grote of Sint-Stevenskerk

## Cultuur en toerisme
Bezienswaardigheden in het stadscentrum zijn onder andere de hiervoor genoemde Sint-Stevenskerk, het Stadhuis, de Mariënburgkapel, het Kronenburgerpark met bijbehorende Kruittoren, het Valkhof, Hunnerpark en Museum Het Valkhof. Er zijn nog twee musea in het centrum gevestigd: het muZIEum en het Natuurmuseum Nijmegen. Ook in Lux, het Arsenaal en O42 vinden culturele activiteiten plaats.
De belangrijkste winkelstraten zijn de Molenstraat, Broerstraat, Burchtstraat, Marikenstraat, Moenenstraat en de Molenpoort.
Ook het Quack-monument, de Openbare bibliotheek, de Molenstraatkerk en het Stedelijk Gymnasium staan in deze wijk.

## Kraakbeweging
De Nijmeegse kraakbeweging maakt een belangrijk deel uit van het stadscentrum. De Grote Broek, gevestigd in de Van Broeckhuysenstraat, is een cultureel kraakpand. Het geldt als het centrum van de Nijmeegse krakerswereld, zeker sinds de ruimte boven de Molenpoort niet meer gekraakt wordt. De krakersrellen in Nijmegen uit 1981 staan bekend als de Piersonrellen en vonden ook plaats in het centrum, namelijk in de Piersonstraat.

## Het centrum als de "Bovenstad"
De buurt wordt in contrast met de lager gelegen helft van de binnenstad soms "Bovenstad" genoemd. Terwijl in de Benedenstad in de negentiende en twintigste eeuw grote armoede heerste (daarvoor was dit juist het welvarendste deel van de stad geweest), stond de Bovenstad vanaf deze tijd bekend als het rijkere deel.

## Fotogalerij

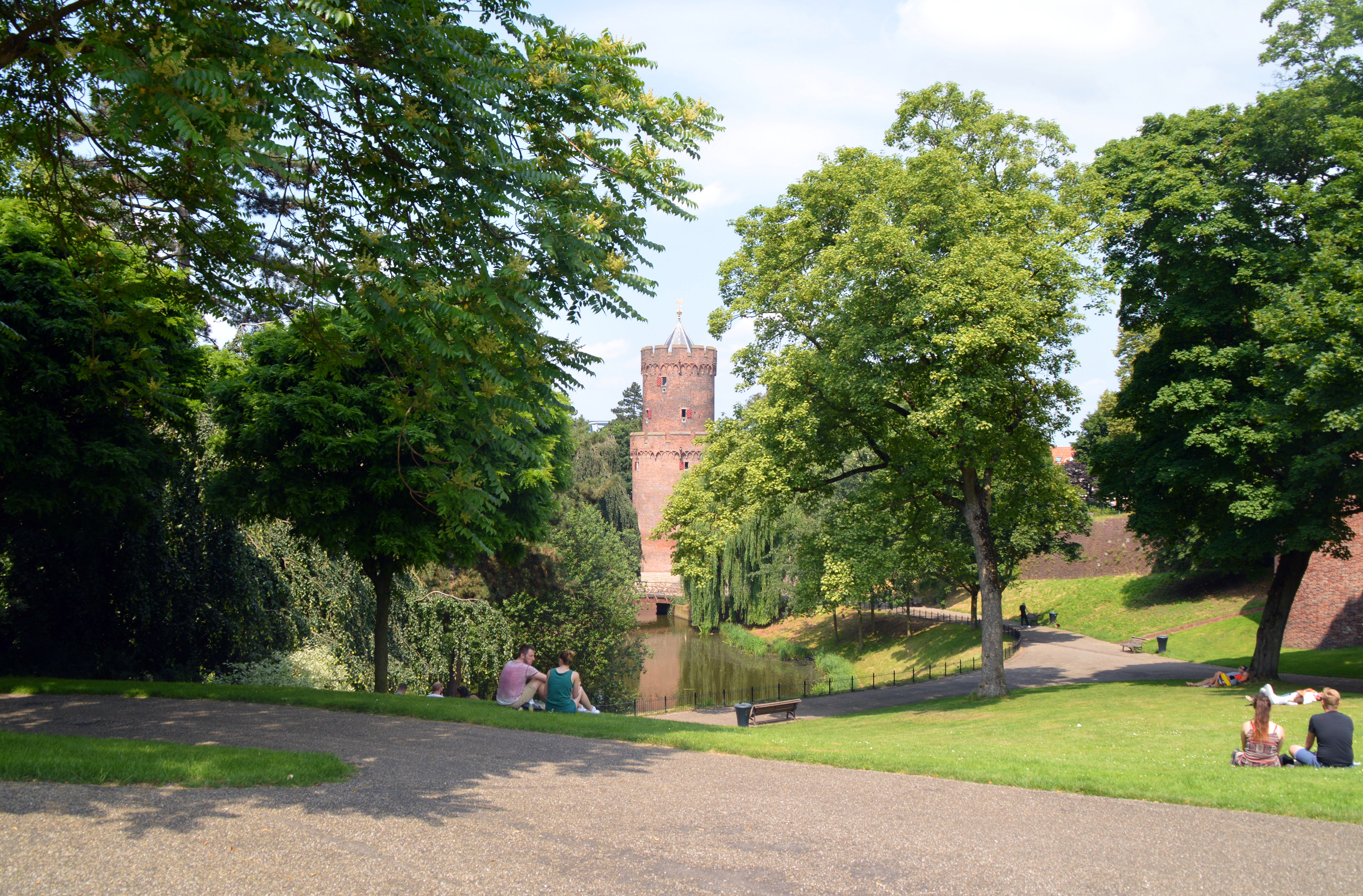
Kronenburgerpark zomer met Kruittoren, verdedigingswal en vijver.
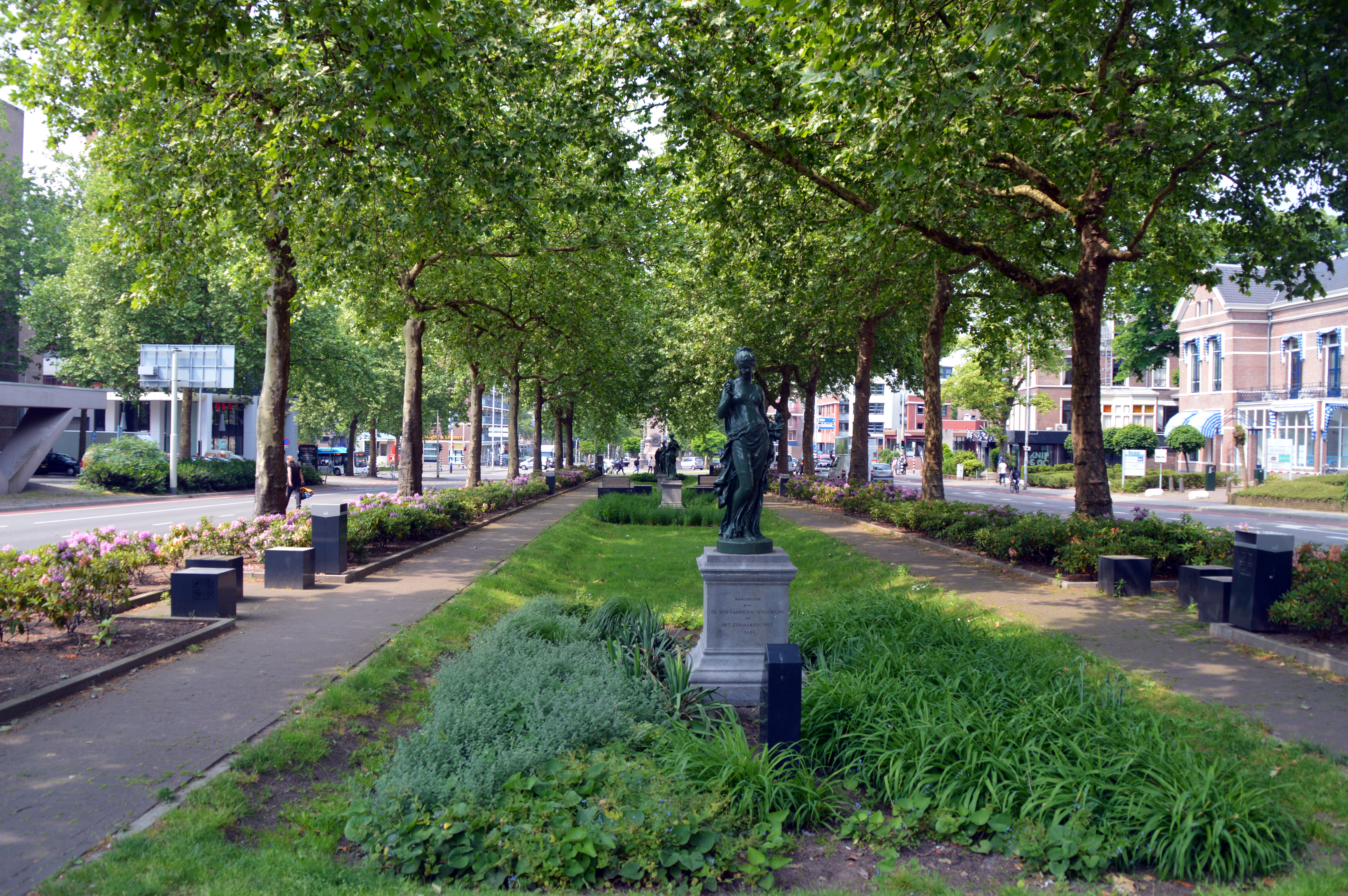
Plantsoen van de Nassausingel
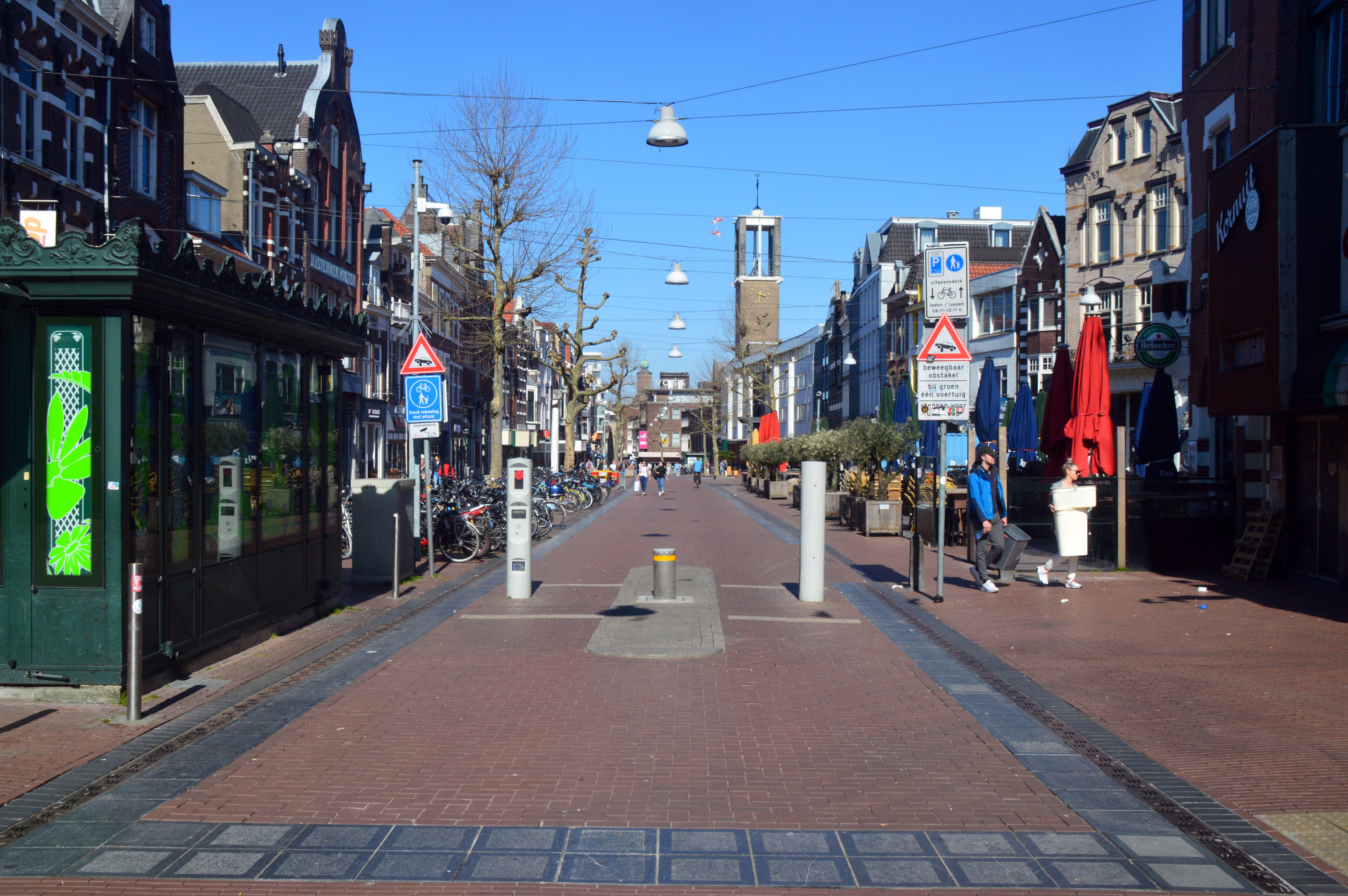
Molenstraat naar het noorden gezien. Met zicht op de Petrus Canisiuskerk.
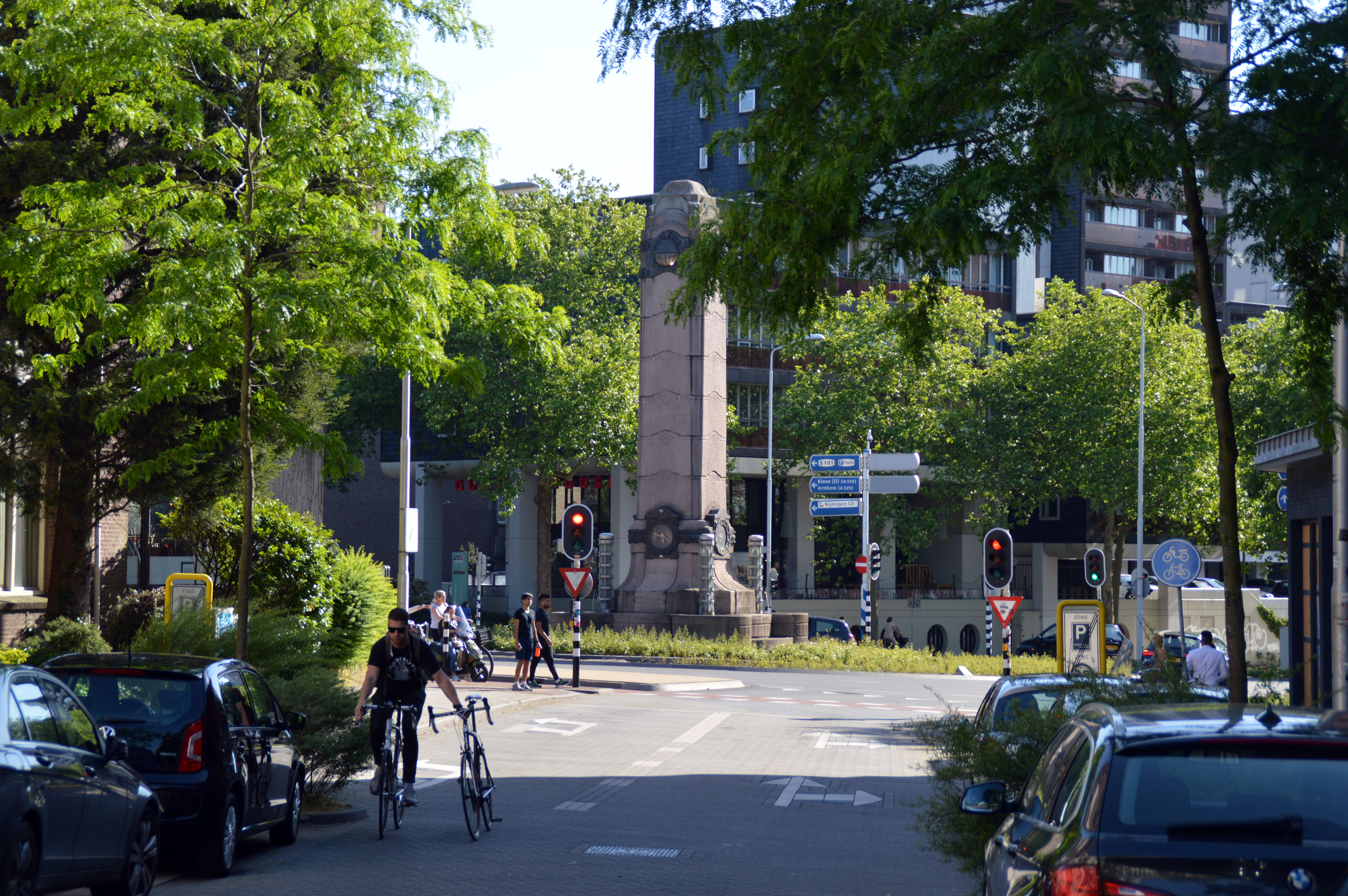
Het Quack-monument
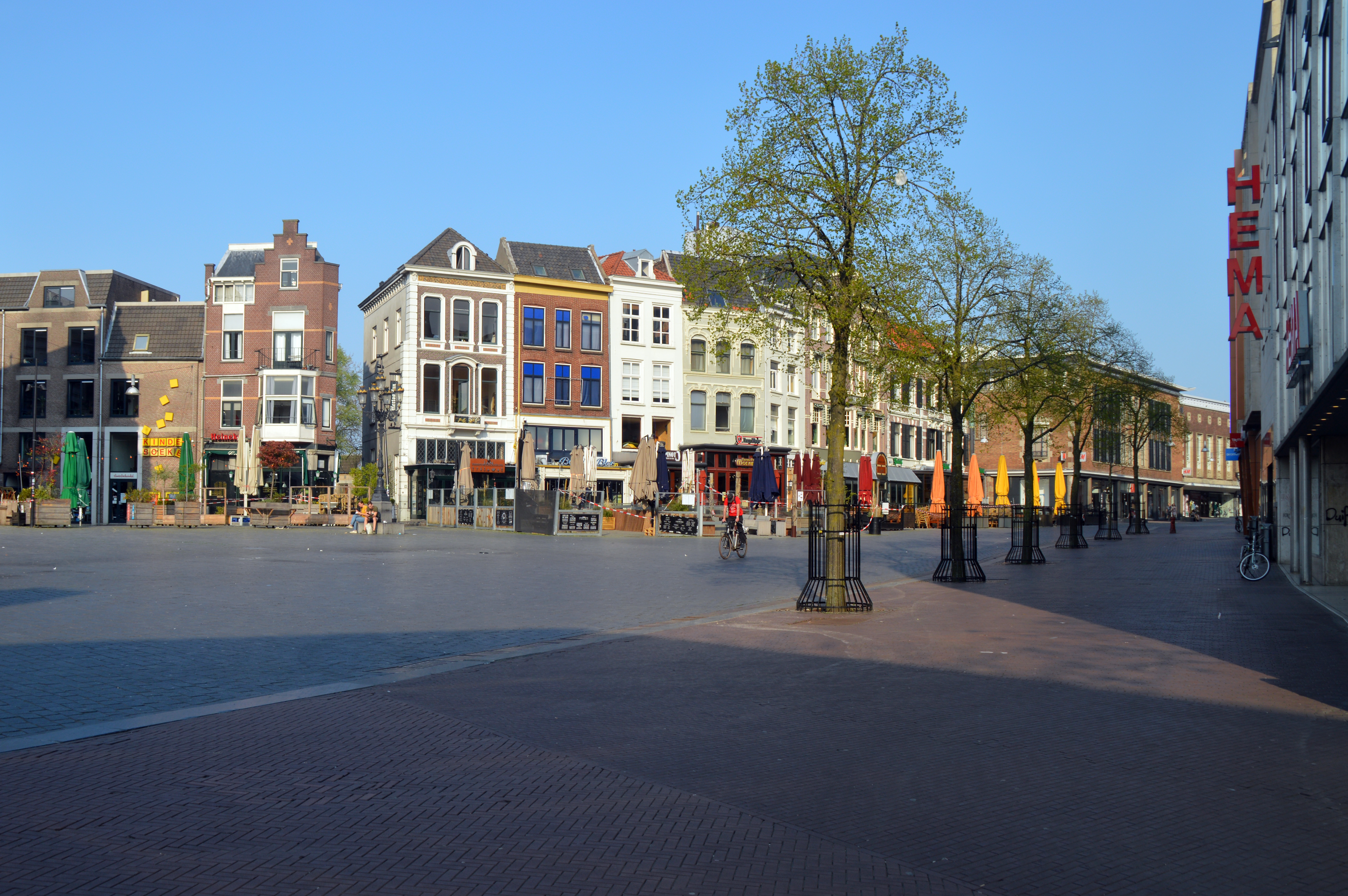
Grote Markt
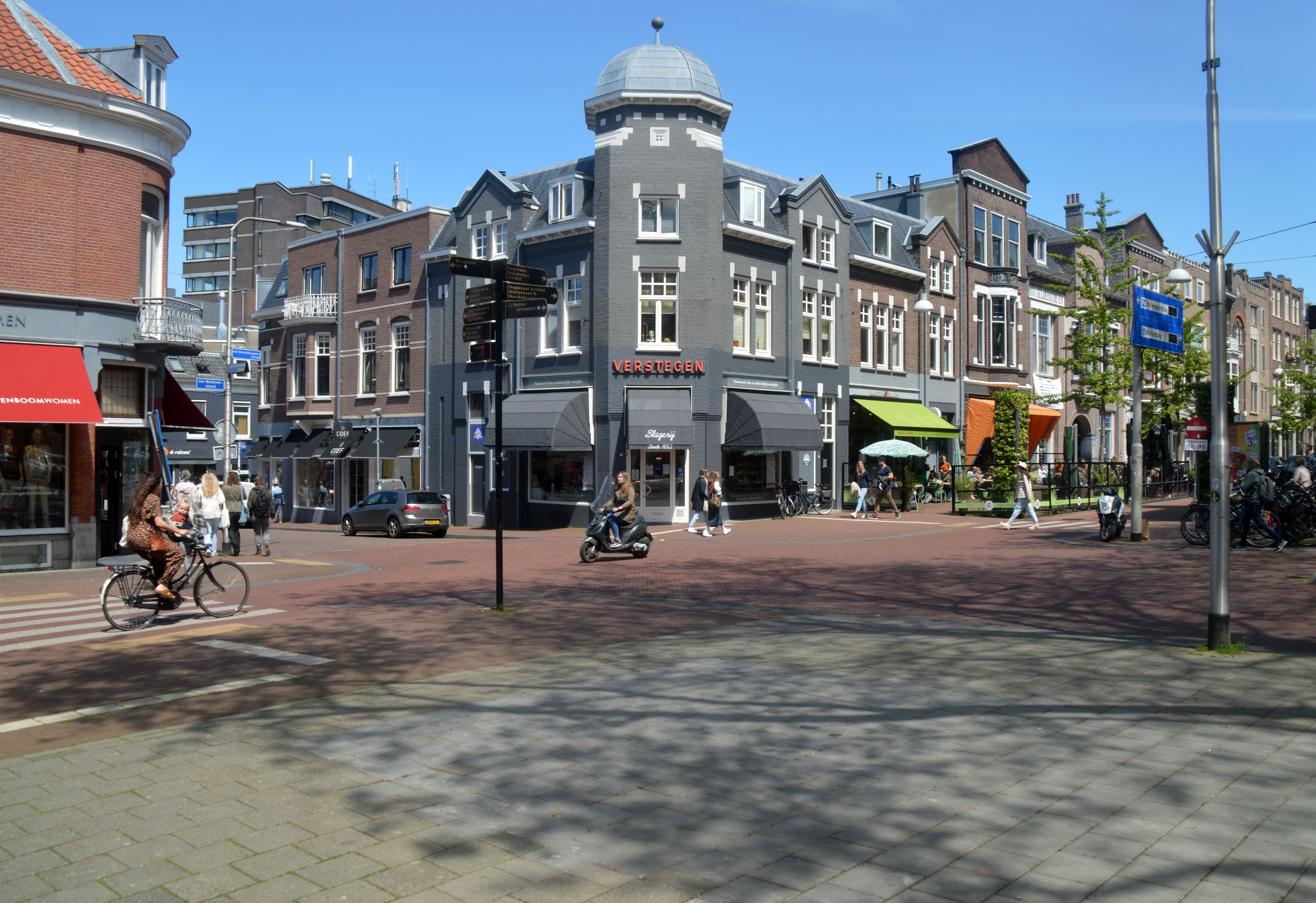
Van Broeckhuysenstraat hoek Ziekerstraat 169
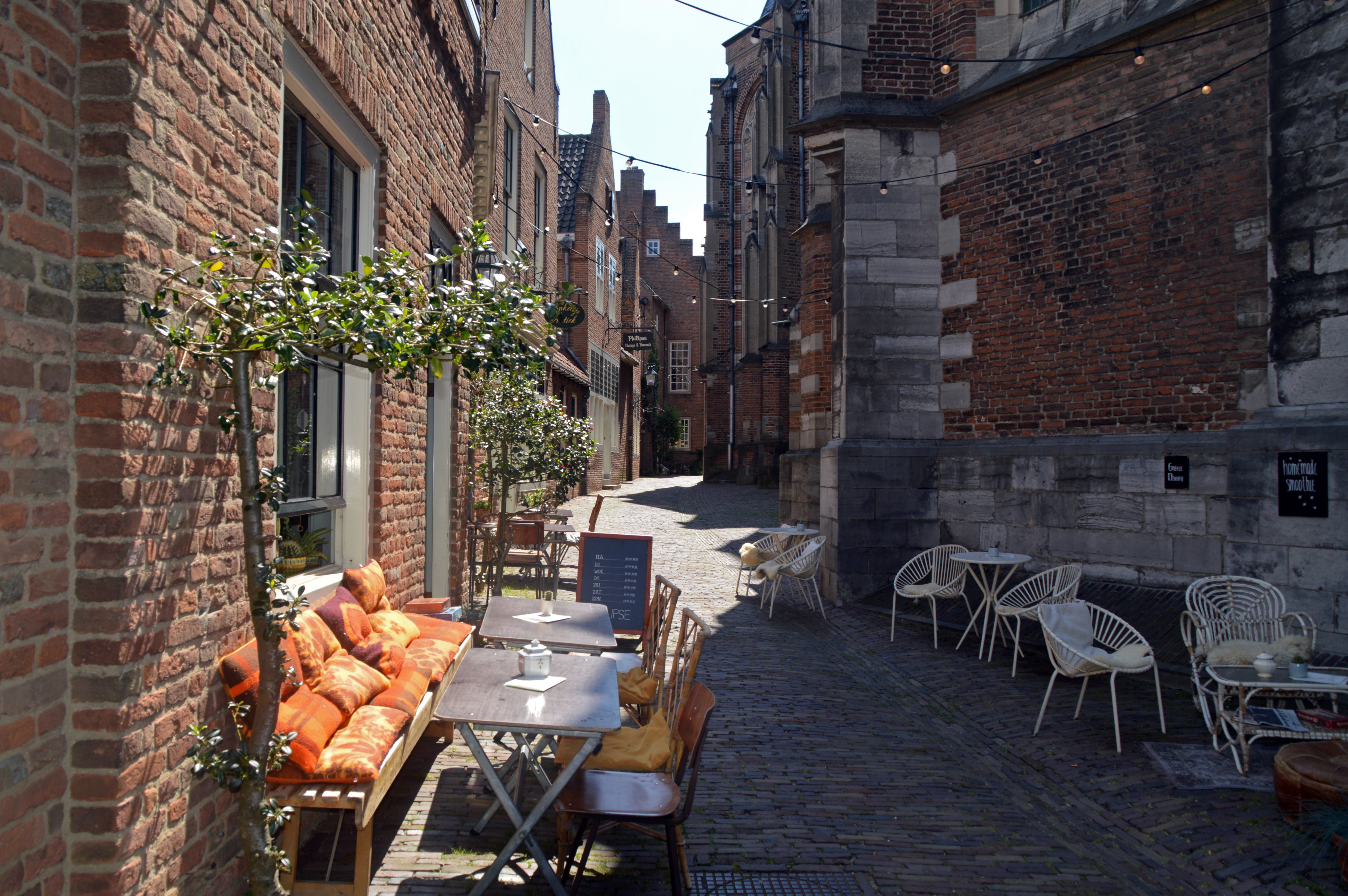
Kanunnikenhuisjes St. Stevenskerkhof
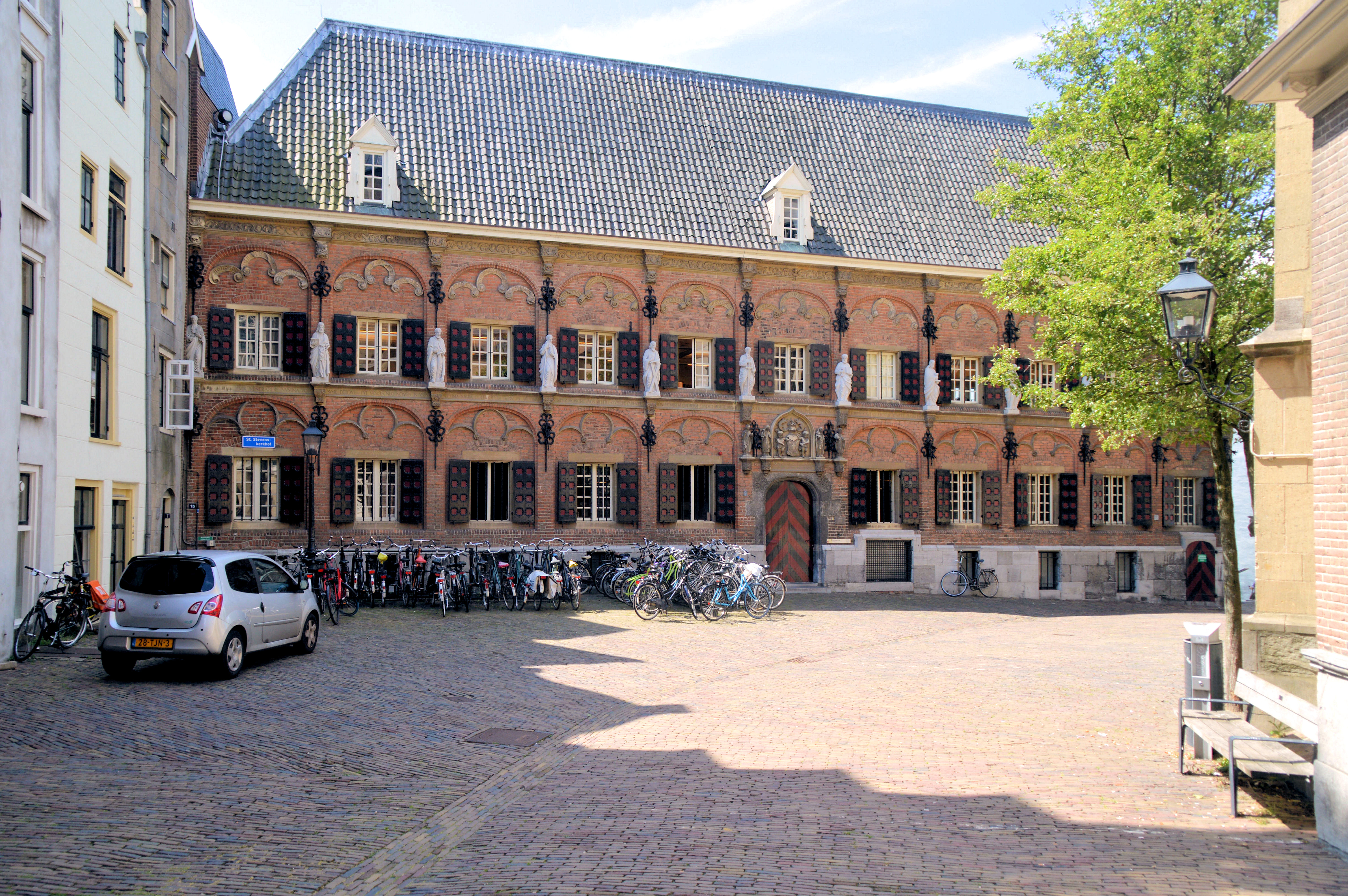
Latijnse School
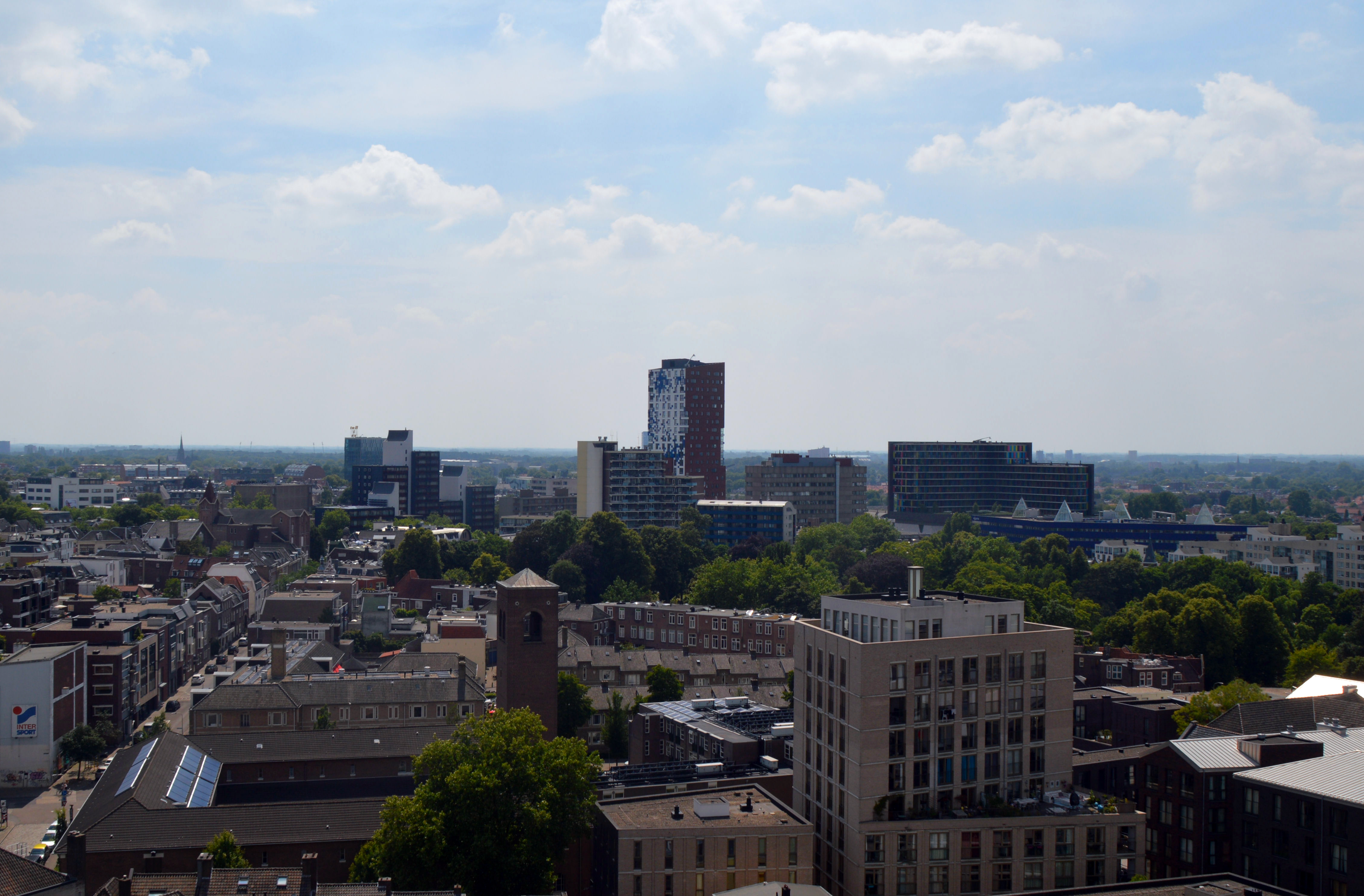
Panorama Nijmegen vanaf de St. Stevenstoren naar het zuidoosten
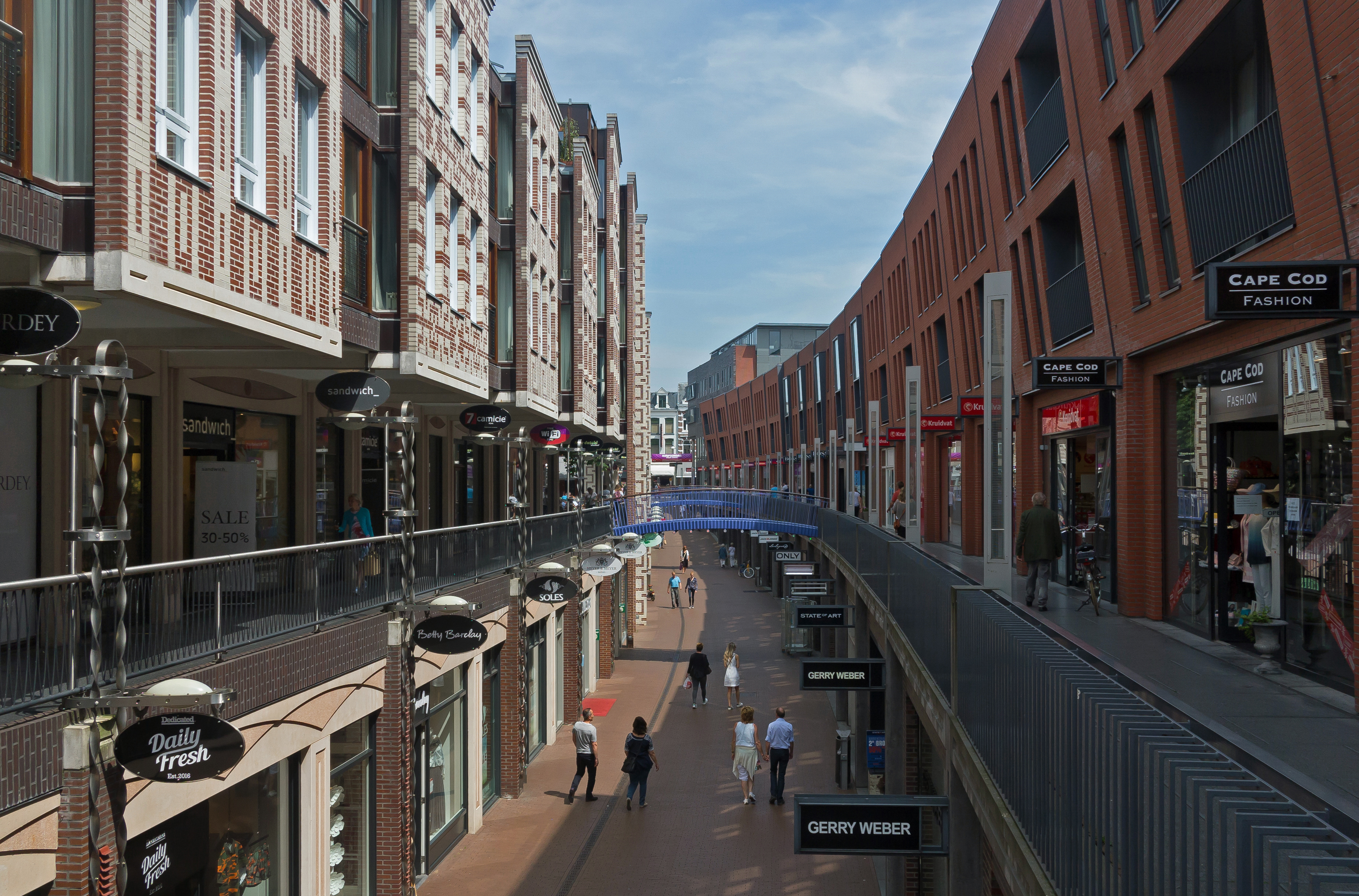
Marikenstraat
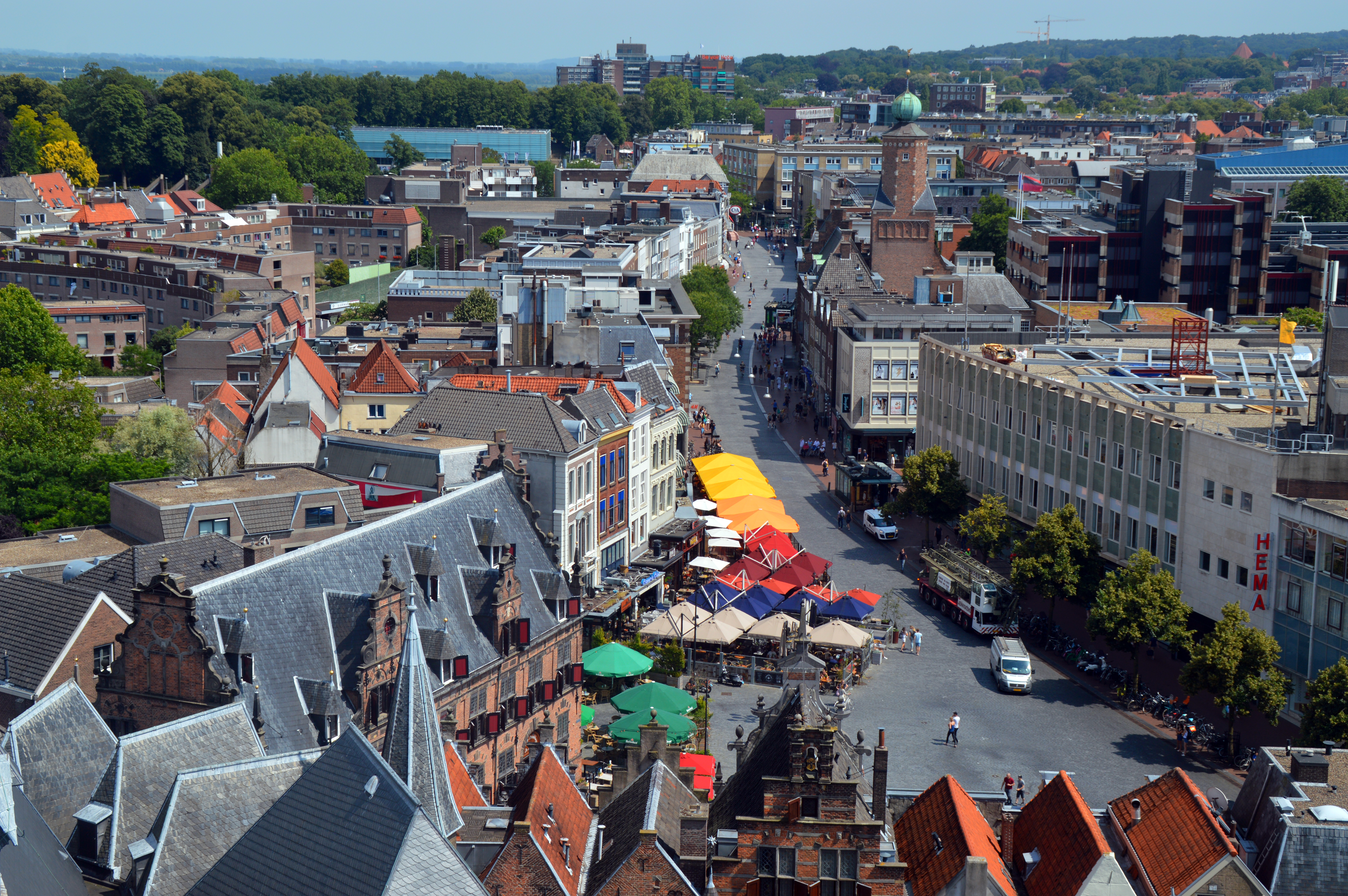
De Burchtstraat met op de voorgrond de Grote Markt
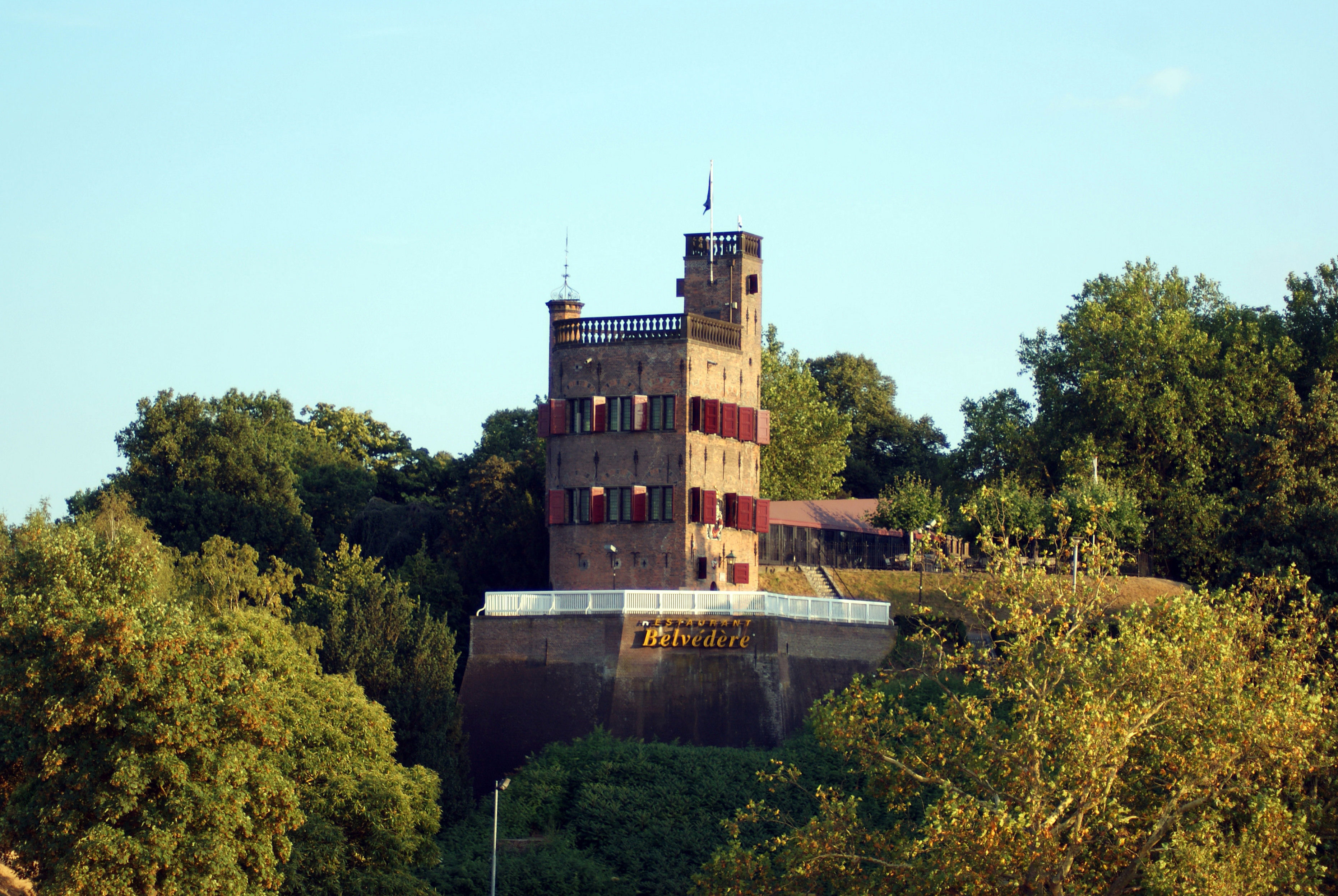
Belvédère Hunnerpark
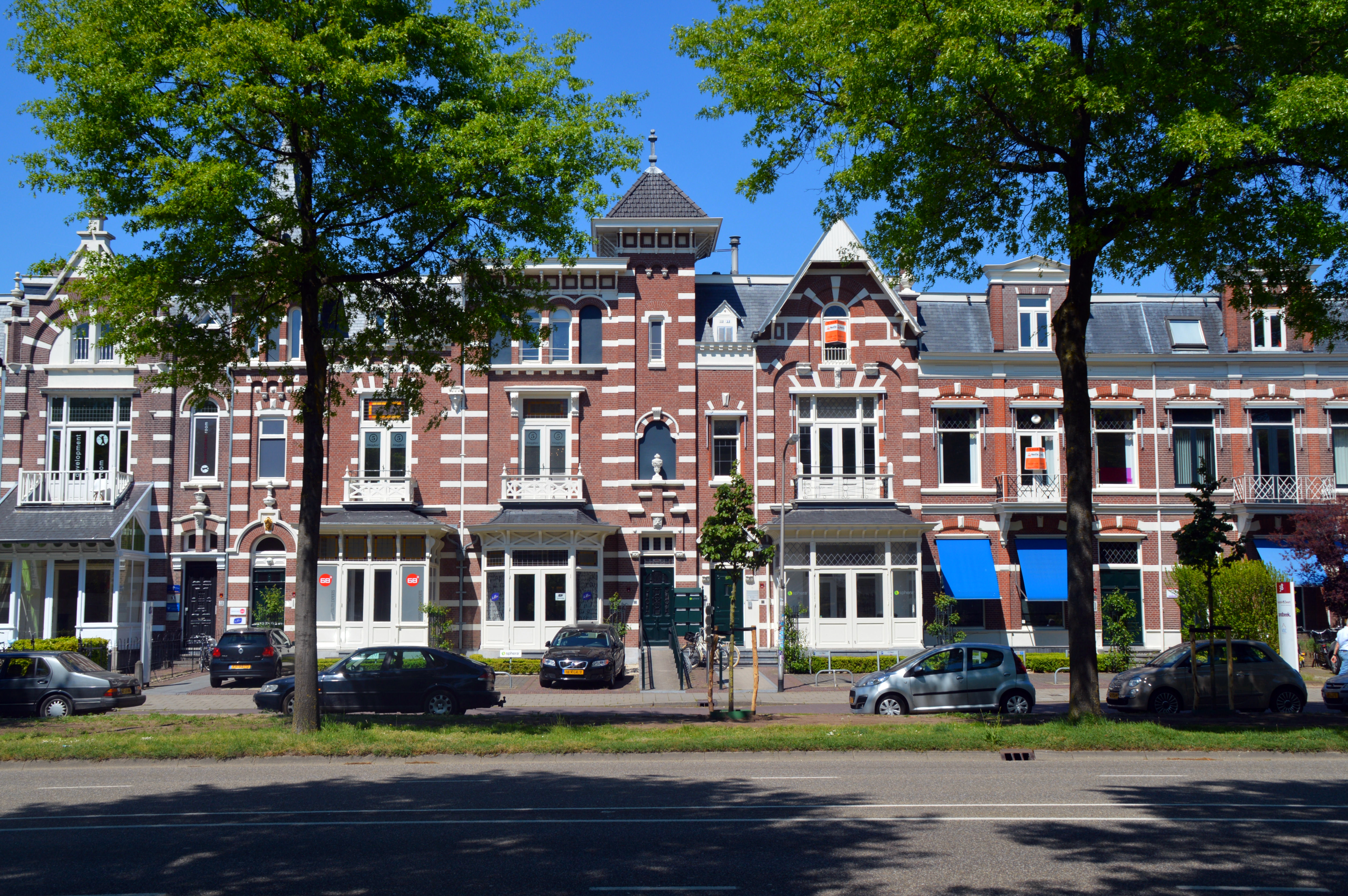
Oranjesingel
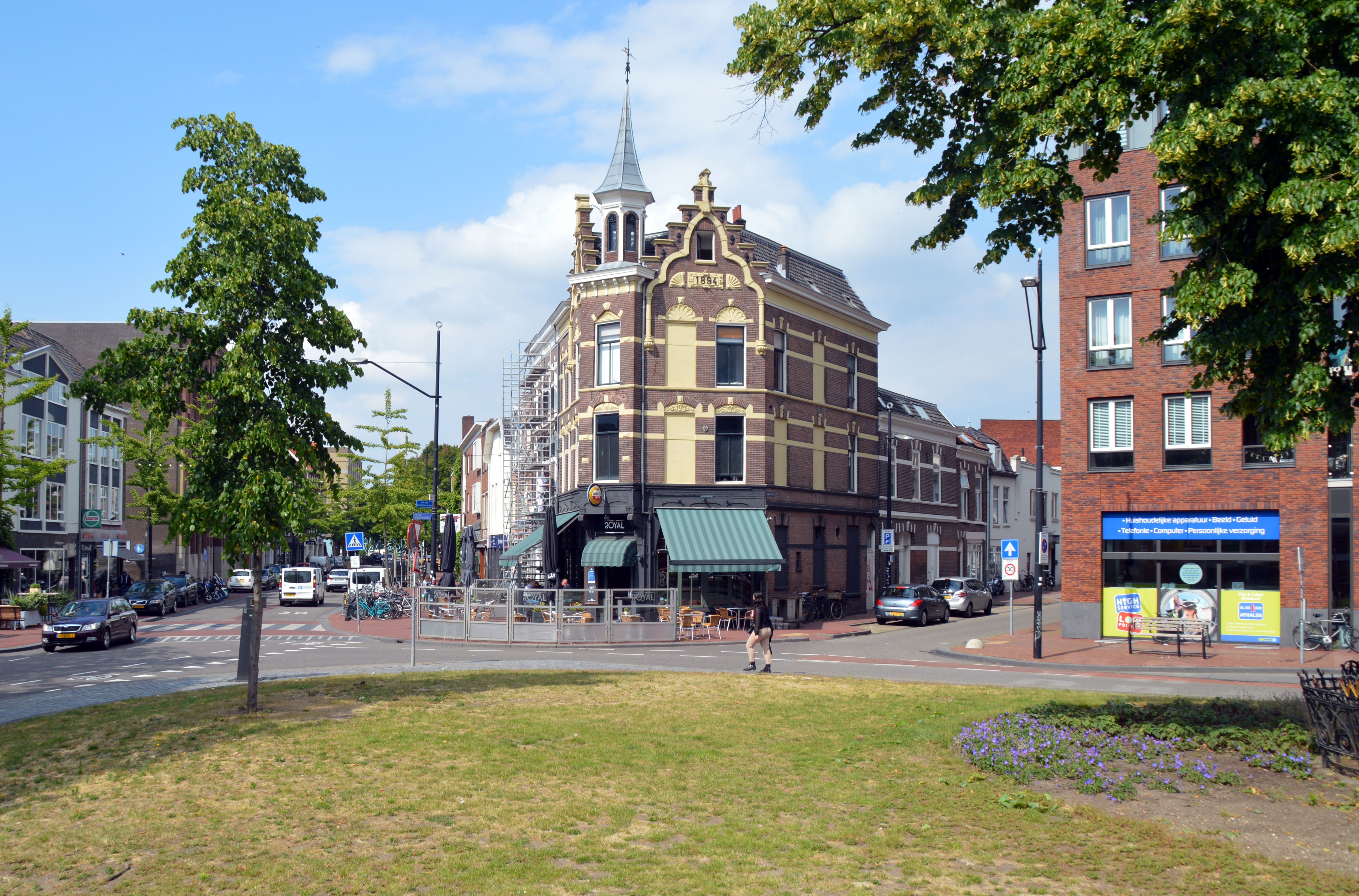
Hertogstraat 127